# Tevel
Tevel is een plaats (község) en gemeente in het Hongaarse comitaat Tolna. Tevel telt 1706 inwoners (2001).
Het dorp is gesitueerd in een vallei , is langwerpig en concentreert zich langs de doorgaande weg. De belangrijke verbindingsweg naar Bonyhád, de regionale stad met alle voorzieningen, is tamelijk recent en van goede kwaliteit. In Bonyhád zijn de grote supermarktketens aanwezig en sinds november 2024 is er een nieuw woonshopcenter met o.a. winkels voor woninginrichting.
Centraal gelegen in het dorp bevindt zich een gratis beschikbare natuurlijke waterbron waar de lokale bevolking en bewoners uit de buurtplaatsen veelvuldig gebruik van maakt door er flessen en jerrycans te vullen. Overdag is dit dan ook een van de drukste plaatsen in het dorp.
In Tevel zijn een hotel, een verhuurwoning op de wijnheuvel en 3 redelijk complete kruidenierswinkels te vinden. Tevens is er een benzinepomp en een commerciële wijnkelder die eigen geproduceerde wijnen verkoopt. Er is sinds 2024 ook een moderne creche/kindergarten geopend. Er zijn 2 basisscholen, een bibliotheek, apotheek, huisarts, kapper, tandarts, postkantoor en een betaalautomaat aanwezig. Deze brede voorzieningen onderscheiden Tevel ten opzichte van de buurtdorpen. Er is er geen restaurant of lunchroom meer en er is geen terras of andere openbare laagdrempelige ontmoetingsplaats.
Het dorp heeft een bewogen geschiedenis. De meerderheid van haar inwoners waren Duitstalige Schwaben. Na 1945 zijn deze door Rusland gedeporteerd en hun huizen werden afgenomen en toegewezen aan een Hongaarse minderheidsgroep uit Roemenië, de Széklers. Alhoewel dit inmiddels lang geleden lijkt, draagt het dorp deze gebeurtenissen nog uit in haar dorpsevenementen, bijeenkomsten en expressie. Zo is in 2024 een monument gesticht bij de ingang van het dorp ( vanuit de richting van weg nr. 65) waarin zowel een Schwabisch- als Székler symbool is verwerkt. 